# Daniel Libeskind
Daniel Libeskind, né le 11 mai 1946 à Łódź, en Pologne, est un architecte américain (naturalisé en 1965).

## Biographie
Après la naissance de Daniel Libeskind en Pologne, de parents juifs d'origine polonaise, sa famille se réfugie en Union soviétique, mais ses parents sont internés dans des camps en Sibérie. Relâchés, ils décident de retourner en Pologne, à Varsovie. En 1957, les Libeskind partent pour Israël, Daniel a alors 11 ans. Particulièrement doué pour l'accordéon, il étudie la musique en Israël, avant de partir avec sa famille aux États-Unis, où il étudie à la Bronx High School of Science jusqu'en 1965. Après cela, il s'intéresse de plus près à l'architecture à la Cooper Union School de New York, où il obtient son diplôme en 1970. Il complète ses études d'architecture par deux années passées à l'université d'Essex (Royaume-Uni).
En 1985, avec sa proposition concernant Palmanova, Libeskind est l'un des six premiers lauréats à remporter un Lion de pierre (Leone di pietra) à la Biennale de Venise. En 1988, il participe à l'exposition d'architectes déconstructivistes à New York au Museum of Modern Art. Puis, de 1993 à 1999, il s'occupe de la réalisation du Musée juif de Berlin. Ce musée n'est pas seulement un local mais lui-même un élément de l'exposition. Son architecture très particulière répond au but de l'existence du musée. Libeskind, par exemple, tracera notamment dans le bâtiment ce qu'il appellera la ligne du vide, composée de six vides traversant le musée sur toute sa hauteur, afin de symboliser l'absence dans l'histoire allemande (représentée par le Blitz) des personnes disparues pendant la Shoah. Ce bâtiment est chargé de symbolisme. 
Daniel Libeskind fonde sa propre société : le Studio Daniel Libeskind basée à Berlin. Il enseigne depuis 1994 à l'université de Californie à Los Angeles mais a enseigné aussi dans d'autres universités à travers le monde entier. Il s'occupe de différents projets dont certains encore en rapport avec le judaïsme et la Shoah (musée juif de San Francisco, centre de la Shoah à Manchester). 
Daniel Libeskind a été retenu pour la reconstruction du World Trade Center à New York. Son projet veut à la fois rappeler la tragédie du 11 septembre mais aussi donner espoir. Le souvenir et le devoir de mémoire sont symbolisés par la préservation de « Ground Zero » en sous-sol (les Memory Foundations) tandis que l'espoir en l'avenir est représenté par une tour en flèche (One World Trade Center) atteignant  541 mètres de hauteur (devenant ainsi la plus haute tour du continent américain). Autre point remarquable et hautement symbolique du projet : tous les ans, le 11 septembre, le site sera éclairé par le soleil sans aucune ombre de 8h46 (premier crash) à 10h28 (effondrement de la deuxième tour).
En 2017, il est choisi par la mairie de Toulouse et la SNCF pour construire le premier gratte-ciel de la ville, Occitanie Tower, aux côtés de l'architecte toulousain Francis Cardete.
Il est élu membre de l'Académie des arts de Berlin en 1994.

## Principales réalisations
- 1993-1998 - Musée juif de Berlin

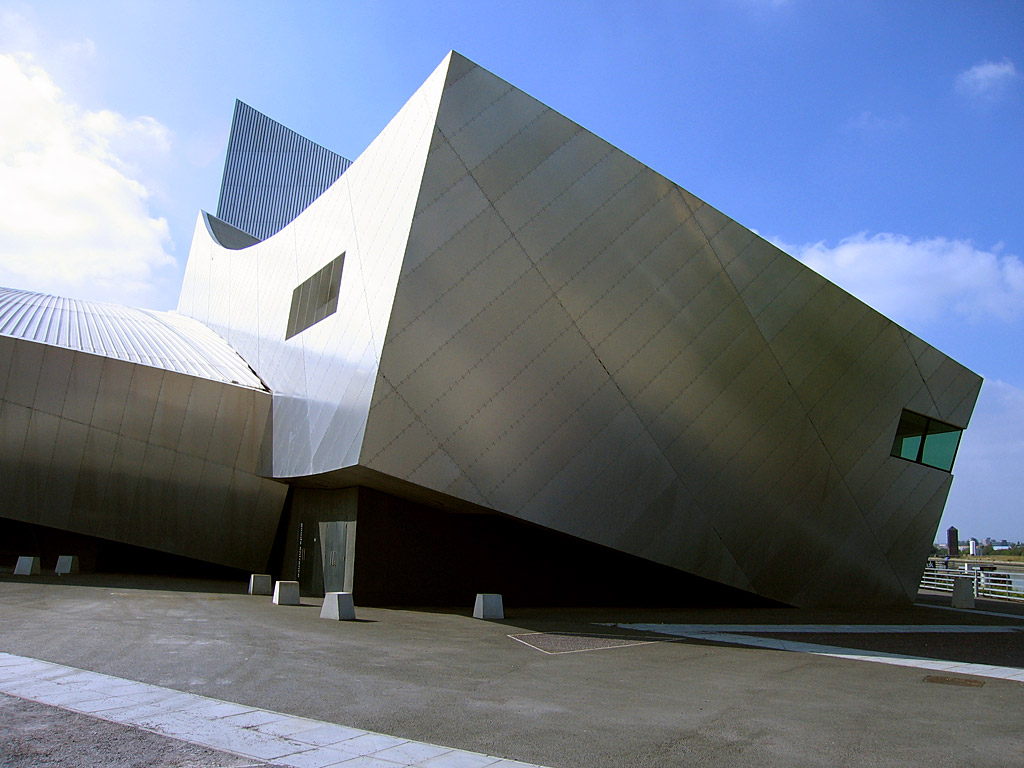
LImperial War Museum North à Manchester, Royaume-Uni

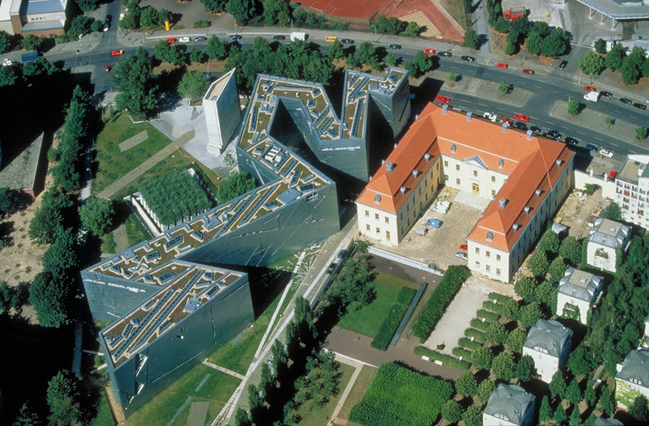
Le musée juif de Berlin.

- 2002 - Imperial War Museum North, Manchester, Royaume-Uni
- 2003 - Danish Jewish Museum Copenhague, Danemark.
- La maison de Felix Nussbaum (Felix-Nussbaum-Haus) à Osnabrück en Allemagne, un musée consacré à la vie et à l'œuvre du peintre Felix Nussbaum
- L'extension en spirale du Victoria and Albert Museum à Londres dont la construction a été annulée en 2004 pour manque de fonds
- 2005 - Le Centre Maurice-Wohl, université Bar-Ilan, Ramat Gan, Israël, le nouveau centre de convention de l'université Bar-Ilan, un espace pour tenir des conférences, des événements spéciaux. Le projet a été généreusement financé par Maurice Wohl et achevé en octobre 2005. SDL a travaillé avec Ortam-Sahar Ltd pour la construction du Centre.
- 2006 - Extension du Musée royal de l'Ontario à Toronto, Canada
- 2000-2006 Extension du musée d'art de Denver à Denver, Colorado.
- 2007 : Daniel Libeskind a dessiné les plans d'un nouveau centre commercial de 46 000 mètres carrés[5] à Las Vegas, dans le nouveau complexe du City Center.
- 2008 - Contemporary Jewish Museum, San Francisco, États-Unis.
- 2008 - Westside Shopping and Leisure Centre, périphérie de Berne, Suisse.
- 2009 - Grand Canal Performing Arts Centre and Galleria, Dublin, Irlande.
- 2009 - Musée d'histoire militaire de Dresde, Dresde, Allemagne.
- 2012 - Centre des congrès, Mons, Belgique.
- 2017 - Monument national de l'Holocauste, Ottawa